# 저장 성립 항저우 푸양 중고등학교
저장 성립 항저우 푸양 중고등학교(浙江省富陽中學)는 중화인민공화국 저장성 항저우의 6년제 공립 중고등학교이다.

## 교내 역사와 연혁
1942년 6월 1일, 중화민국 대륙 본토 국민정부 시절이던 저장 성 항저우에서 6년제 저장 성립 항저우 푸양 국민중학교로 첫 개교되어 이후 1949년 10월 1일, 중공 정부 성립 직후 저장 성립 항저우 푸양 중고등학교로 교명 개칭되어 현재에 이르고 있는 중화인민공화국 대륙 본토 1세대 중공 지방 명문 공립 학교 중 한 곳이라 알려져 있다.

## 같이 보기
- 중화인민공화국의 교육